# Reyhan Topchubashova
Reyhan Topchubashova (en azerí:Reyhan Topçubaşova; Quba, 15 de diciembre de 1905 – Bakú, 5 de marzo de 1970) fue una pintora soviética, Artista de Honor de la RSS de Azerbaiyán.

## Biografía
Reyhan Topchubashova nació el 15 de diciembre de 1905 en Quba. En los años 1931-1935 estudió en el Colegio Estatal de Arte de Azerbaiyán. Desde 1943 hasta 1945 fue vicepresidenta de la Unión de Artistas de Azerbaiyán. La naturaleza de la Península de Absheron ocupa un lugar especial en sus obras. Reyhan Topchubashova recibió el título “Artista de Honor de la RSS de Azerbaiyán” en 1943.
En 1923 la pintora se casó con Mustafa Topchubashov, el famoso doctor de Azerbaiyán, profesor, académico de la Academia Nacional de Ciencias de Azerbaiyán y Academia de Ciencias Médicas de la URSS.
Reyhan Topchubashova murió el 5 de marzo de 1970 en Bakú.

## Premios y títulos
- Artista de Honor de la RSS de Azerbaiyán (1943)